# Giuseppe De Notaris
Giuseppe De Notaris (Milano, 18 aprile 1805 – Roma, 22 gennaio 1877) è stato un botanico italiano.

## Biografia
Giuseppe De Notaris si laureò in Medicina all'Università degli Studi di Pavia, e immediatamente dopo la laurea si diede agli studi di Botanica dedicandosi soprattutto allo studio delle Crittogame. I suoi studi sulle felci attirarono l'attenzione del mondo scientifico italiano su di lui ottenendo un incarico all'Università degli Studi di Torino e all'orto botanico del Valentino. Nel 1838 lavorò a un Syllabus muscorum
Nel 1843 si trasferì alla Università di Genova come Professore di Botanica e Direttore dell'Orto botanico.
Nel 1858 fondò a Genova il primo Sodalizio italiano di carattere prettamente botanico, la Società Crittogamologica Italiana, quale attività relativa a tale sodalizio fu la pubblicazione del relativo «Commentario».
Dal 1863 fu rettore dell'Ateneo genovese. Su richiesta del Ministro della Pubblica Istruzione, nel 1872 si trasferì a Roma per istituirvi la cattedra di Botanica. Suo interesse botanico prevalente fu lo studio e le ricerche sulle Crittogame.
All'Università degli Studi di Genova. nel 1844 diede inizio a un repertorio sulla flora ligustica di notevole qualità. Insieme agli allievi Francesco Baglietto e a Vincenzo Cesati fondò l'importantissima raccolta dell'Erbario Crittogamico Italiano.
Dopo l'unità d'Italia insegnò a Napoli e, dal 1872, a Roma, dove tenne la cattedra di Botanica e fondò l'Orto botanico.
Dopo la morte, la sua cospicua collezione di exsiccata di Crittogame e la sua ricca biblioteca andarono a formare il nucleo rispettivamente dell'Erbario e della Biblioteca dell'attuale Dipartimento di Biologia vegetale dell'Università «La Sapienza» di Roma.

## Riconoscimenti
Nel 1863 divenne socio dell'Accademia nazionale delle scienze detta dei XL mentre nel 1876 fu nominato senatore del Regno d'Italia. Il suo Epilogo della briologia ottenne un premio speciale dalla Académie des Sciences francese.

## Onorificenze
| De Not. è l'abbreviazione standard utilizzata per le piante descritte da Giuseppe De Notaris. Consulta l'elenco delle piante assegnate a questo autore dall'IPNI. |